# Zhao
Pour les articles homonymes, voir Zhao (homonymie).
 (septembre 2016).
Si vous disposez d'ouvrages ou d'articles de référence ou si vous connaissez des sites web de qualité traitant du thème abordé ici, merci de compléter l'article en donnant les références utiles à sa vérifiabilité et en les liant à la section « Notes et références ».
453-403 av. J.-C. – 228 av. J.-C.
Entités précédentes :
- Jin

Entités suivantes :
- Qin

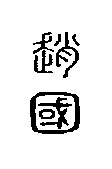
« État de Zhao »
en caractères sigillaires

Zhao (chinois simplifié : 赵国 ; chinois traditionnel : 趙國 ; pinyin : zhào guó - 453 - 228 av. J.-C.) était l'un des sept États qui composaient la Chine antique pendant la Période des Royaumes combattants. Initialement clan de grands feudataires de l'Hégémonie de Jin, le Zhao fut l'un des trois États créés par la partition de celui-ci par les trois familles en 403 av. J.-C.. D'abord de faible importance, le Zhao sut se développer jusqu'à devenir l'un des royaumes majeurs, avant d'être finalement détruit par le royaume de Qin.
Son territoire s'étendait sur les provinces actuelles de la Mongolie-Intérieure, du Hebei, du Shanxi et du Shaanxi. Les frontières de cet État touchaient le pays des Xiongnu ainsi que les royaumes du Qin, du Wei et du Yan.

## Origine présumée
Selon le Shiji de Sima Qian, les seigneurs Zhao descendaient de l'empereur Zhuanxu (un des cinq souverains). Un de leurs ancêtres, Dafei, qui avait aidé Yu le Grand dans ses travaux, fut récompensé par l'empereur Shun, qui lui donna le nom de famille de Ying en récompense.
Les descendants de Dafei se scindèrent en deux branches :
- une branche occidentale, installée à Quanqiu (犬丘 la colline aux chiens) dans la vallée de la Wei (près de l'actuelle Tianshui), qui deviendra la famille régnante de Qin ;
- une branche orientale, à l'Est du fleuve Jaune, qui deviendra la famille royale de Zhao.

Un descendant de la branche orientale, Zaofu, fut le cocher qui conduisait les huit coursiers du roi Mu de Zhou, lors de son expédition légendaire dans les pays d’Occident. La famille Zhao passe pour avoir pris son nom de la ville de Zhao qui lui aurait été donnée en fief pour les services qu'il rendit.
À l’époque de Shu Dai, descendant de Zaofu, le roi You de la dynastie Zhou se conduisit d’une manière déraisonnable. Shu Dai quitta donc la cour des Zhou et rallia l'Hégémonie de Jin, où il servit le marquis Wen de Jin. Le clan Zhao s'établit et demeura par la suite dans la principauté de Jin.
Cette famille commença à devenir puissante en 661 av. J.-C., lorsque Zhao Su reçut en apanage la ville de Keng, offert par le Duc Xian de Jin.

## Le démembrement du Jin
En 457 av. J.-C., Xiang de Zhao s’empara du pays de Dai et doubla ainsi son territoire.
À la fin de la Période des Printemps et Automnes, le Jin, dont la maison régnante était déjà très affaiblie, fut en proie aux luttes internes de ses six grands princes (六卿), puissants potentats régionaux, parmi lesquels le clan Zhao, qui se disputaient son territoire.
En 453 av. J.-C., les familles Fan et Zhongxing furent anéanties et leurs terres furent partagées entre les quatre familles Zhi, Zhao, Wei et Han ; l’année suivante, Zhao, Wei et Han s’unirent pour triompher de la famille Zhi : c’est ainsi, que les six hauts dignitaires du pays de Jin se trouvèrent réduits à trois, par la suppression de deux, puis d’un d’entre eux.
Le Jin n'était plus et ses terres furent partagées en trois États : Zhao, Wei (445 av. J.-C.) et Han.
En 403 av. J.-C., Ying Ji de Zhao reçut du roi Zhou le titre de seigneur, en même temps que Wei et Han ; ce fut le Marquis Lie de Zhao. Ainsi fut consommé le démembrement du royaume de Jin.

## L'ascension du Zhao

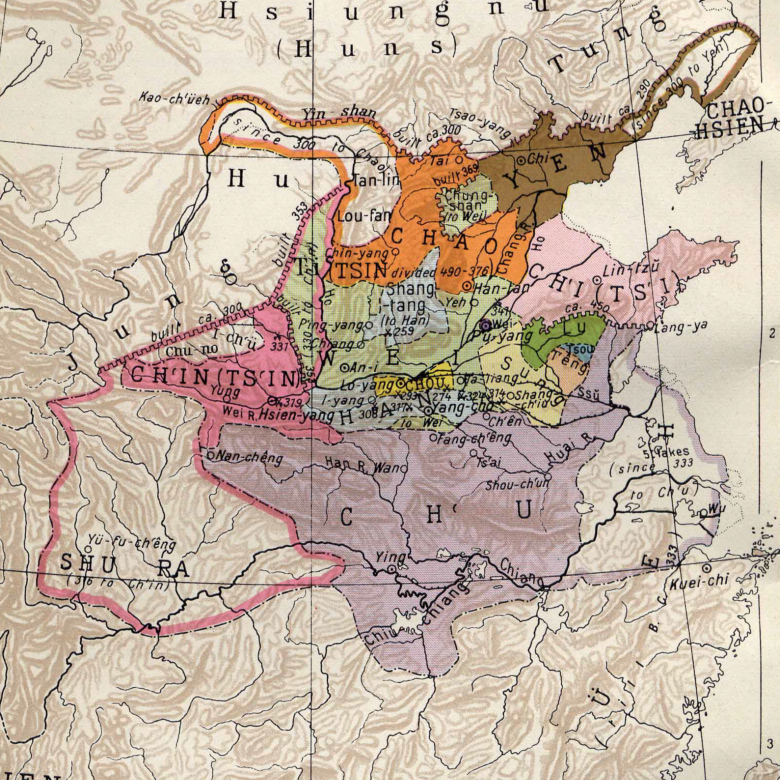
Les Royaumes combattants
(vers 350 av. J.-C.)

Au début de la période des Royaumes combattants, Zhao compte parmi les États les plus faibles.
En 354 av. J.-C., il subit une attaque du Wei, État alors puissant, qui marche sur la capitale, Handan, et l'occupe brièvement. Le Marquis Cheng de Zhao demande l'aide de l'État de Qi qui y répond. Les troupes du Wei sont défaites à la bataille de Guiling et le Wei rend Handan et conclut un traité avec Zhao.
Douze années plus tard, Zhao est désormais l'allié de Wei lorsque ce dernier s'attaque au Han. Mais cette guerre se conclut à nouveau par la défaite du Wei contre le Qi, à Maling en 342 av. J.-C..
C'est durant le règne de Wuling, élevé après sa mort au titre de Roi (wang 王), que le Zhao acquiert progressivement un rôle de premier plan. En 307 av. J.-C. le Roi Wuling entreprend une réforme militaire importante : les soldats du Zhao reçoivent l'ordre de se vêtir comme leurs voisins Xiongnu, et les chars de guerre sont remplacés par des corps de cavalerie et d'archers montés. Il s'agit d'une innovation audacieuse, qui, conjointement avec les technologies avancées des États chinois et les tactiques nomades, allaient faire de la cavalerie du Zhao une force significative et un atout de poids propre à renforcer la puissance du royaume. En 306 av. J.-C. le Zhao lance une expédition militaire contre les territoires barbares du Nord. En 304 av. J.-C., les Barbares s’emparent de la haute vallée du fleuve Jaune ;
Wuling fortifie alors par une muraille sa frontière au nord de la boucle des Ordos contre les incursions des nomades.
En 299 av. J.-C., le Roi Wuling prend une autre décision inhabituelle : il tient une cour plénière dans son palais et, en hommage à sa défunte concubine bien-aimée, il abdique officiellement en faveur de leur fils, un prince encore enfant qui devient le Roi Huiwen. Désormais appelé simplement « père du souverain », Wuling conserve son influence et continue de prendre des décisions, de distribuer des récompenses et de prononcer des amnisties.
Zhao démontre rapidement sa supériorité militaire en conquérant, en 295 av. J.-C., l'État de Zhongshan, après une guerre prolongée menée par le « père du souverain » Wuling. Zhao annexe également des territoires conquis sur ses voisins, Wei, Yan et Qin. Enfin, la cavalerie du Zhao fait des incursions occasionnelles dans le royaume de Qi.
Mais cette même année 295 av. J.-C., des désordres civils secouèrent le Zhao. Le frère aîné du Roi Huiwen, le prince Zhang, qui avait été l'héritier du trône avant l'abdication de son père, se voit offrir par ce dernier, en guise de compensation, le gouvernement indépendant du pays de Dai, menaçant de diviser et d’affaiblir le Zhao. Le prince Zhang se soulève, mais sa tentative se solde par un échec. Cette crise successorale se termine par la mort du prince rebelle et du père du souverain Wuling. Le Roi Huiwen assure définitivement son pouvoir sur le royaume.

## Le déclin et la chute du Zhao
Vers la fin de la période des Royaumes combattants, Zhao était le seul État, avec le Chu, assez fort pour s'opposer au puissant royaume de Qin. Une alliance avec le Wei, conclue en 287 av. J.-C. contre Qin, se termina néanmoins par une défaite à Huayang en 273 av. J.-C.
Le rapport de force culmina avec l'affrontement le plus sanglant de toute la période, la bataille de Changping en 260 av. J.-C.. Ayant répondu à la demande d'aide du Han, l'armée du Zhao fut totalement anéantie par l'armée de Qin que dirigeait le général Bai Qi. D'après les textes, 400 000 soldats auraient péri lors de la bataille. Bien que les forces du Wei aient sauvé Handan du siège qui suivit la victoire du Qin, Zhao ne récupéra jamais des pertes subies lors de ce tournant majeur de l'histoire des Royaumes combattants, au contraire du royaume de Qin, qui reprit rapidement le harcèlement de ses voisins.
Après la chute du royaume de Han en 230 av. J.-C., Zhao fut la seconde victime de l'armée de Qin, en campagne pour accomplir les ambitions hégémoniques du roi Ying Zheng, le futur Premier Empereur de Chine.
Jusqu'en 229 av. J.-C., les invasions tentées par le général du Qin Wang Jian furent contrées par le général du Zhao Li Mu (李牧) et son subordonné Sima Shang (司馬尚). Li Mu avait déjà été le protecteur des frontières septentrionales du royaume et avait vaincu, en 245 av. J.-C., les tribus Xiongnu qui faisaient de nombreuses incursions au Zhao.
Selon certains récits, dont le Shiji, le Roi Youmiu de Zhao (幽繆王), à cause de l'action d'espions Qin ou des conseils déloyaux de certains dignitaires de la cour, ordonna l'exécution de Li Mu. Sima Shang fut relevé de ses fonctions et dégradé. Les deux hommes furent remplacés par des généraux moins compétents, ce qui précipita la chute du royaume.
En 228 av. J.-C., l'armée Qin menée par Wang Jian prit Handan et captura le Roi Youmiu. Le Prince Ying Jia, demi-frère du Roi Youmiu, s'enfuit dans le nord et prit la tête des dernières forces Zhao à lutter contre le Qin. Il fut proclamé Roi de la commanderie de Dai.
En 222 av. J.-C., l'armée Qin captura Ying Jia et défit les dernières forces de Dai.

## Personnages célèbres
Zhao Sheng, également appelé Seigneur de Pingyuan, était le fils du roi Wuling de Zhao, frère cadet du roi Huiwen et oncle du roi Xiaocheng. Durant sa vie, il fut nommé Premier ministre de l’État du Zhao à trois reprises. S'il ne fut pas particulièrement brillant, il entra cependant dans l'Histoire comme l'un des quatre seigneurs des Royaumes combattants.
De nombreux commandants militaires brillants furent issus du Zhao, notamment Lian Po, Zhao She (趙奢) et Li Mu. Lian Po fut l'artisan de la défense du royaume contre le Qin. Zhao She fut plus actif dans l'est ; il mena l'invasion du royaume de Yan. Li Mu, quant à lui, fut responsable de la victoire sur les Xiongnu et de la résistance contre le Qin dans les dernières années du royaume.
Lü Buwei, le célèbre marchand destiné à devenir le tuteur et le régent du futur Premier Empereur de Chine, voyageait pour ses affaires et séjournait régulièrement dans la capitale de Zhao. Bien qu'il fût sûrement né à Yangdi (royaume de Wei, c'est à Handan qu'il rencontra le prince Yiren, otage du Qin au Zhao.
Il lui assura ses services et mit à disposition sa fortune, afin d'en faire l'héritier du trône de Qin. Le marchand lui offrit même sa propre concubine, Zhaoji, dont l'origine est incertaine, mais qui serait, selon certaines versions, membre d'une famille influente et appréciée du Zhao. Ainsi le futur Premier Empereur naquit-il et passa-t-il ses premières années à Handan, où il porta même le nom de Zhao Zheng, avant que son père n'accédât au trône.
Zhao Gao, eunuque tristement célèbre et personnage éminent durant le règne de la dynastie Qin, serait également originaire du royaume de Zhao, comme l'indique son nom.

## Les capitales du Zhao

Plan du site de Handan (Hebei), la capitale de Zhao à l'époque finale des Royaumes combattants.

En 497 av. J.-C., le Vicomte Jian de Zhao, et en 454 av. J.-C. le Vicomte Xiang nous apparaissent comme résidant à Jinyang. En 424 av. J.-C., les Zhao eurent pour capitale la ville de Zhongmou.
En 386 av. J.-C., Zhao fixa sa capitale à Handan 邯郸 (qui est aujourd’hui la sous-préfecture du même nom). Elle le demeura jusqu'à la destruction du royaume en 228 av. J.-C.
Le site de Handan a fait l'objet de fouilles archéologiques à partir des années 1970. Il s'agit d'une « ville-double » caractéristique de l'époque finale des Royaumes combattants, divisée en deux grandes parties protégées par leurs propres enceintes. La ville basse, la plus vaste (environ 1 500 hectares), située au nord-est, comprenait les espaces résidentiels et divers secteurs artisanaux. La ville officielle, au sud-ouest, occupe environ 500 hectares et est elle-même divisée en trois parties séparées par leurs propres enceintes. La « ville royale Zhao » (Zhaowangcheng) était le secteur comprenant le palais royal. On y a mis au jour les ruines de plusieurs plates-formes (tai) qui supportaient les édifices officiels principaux. La plus vaste, la « terrasse du dragon » (longtai) couvrait 8 hectares, et s'élève encore à 16 mètres.

## Liste des souverains
Noms posthumes – Noms personnels (dates de règne)
1. Ji Sheng 季勝 (frère de Wulai de Qin)
2. Mengzeng 孟增
3. Gaolang 皋狼
4. Hengfu 衡父
5. Zaofu 造父
6. Yanfu Gongzhong 奄父公仲
7. Shu Dai 叔帶
8. Zhao Su 趙夙
9. Ying Gongmeng (嬴)共孟
10. Zhao Shuai 趙衰 - Ying Shuai 嬴衰
11. Zhao Zhi 趙質
12. Vicomte Zhuang (en) 趙莊子 - Ying Shuo 嬴朔
13. Zhao Wu (en) (Vicomte Wen) 趙武(文)子 - Ying Wu 嬴武
14. Vicomte Jing 趙景子 - Ying Cheng 嬴成
15. Vicomte Jian 趙簡子 - Ying Yang 嬴鞅 (517 à 458 av. J.-C.)
16. Vicomte Xiang (en) 趙襄子 - Ying Wuxu 嬴無卹 (457 à 425 av. J.-C.)
17. Vicomte Huan 趙桓子 - Ying Jia 嬴嘉 (424 av. J.-C.)
18. Vicomte Xian (en) 趙獻子 - Ying Huan 嬴浣 (424 à 409 av. J.-C.)
19. Marquis Lie (en) 趙烈侯 - Ying Ji 嬴籍 (409 à 400 av. J.-C.)
20. Marquis Wu 趙武侯 (399 à 387 av. J.-C.)
21. Marquis Jing (en) 趙敬侯 - Ying Zhang 嬴章 (386 à 375 av. J.-C.)
22. Marquis Cheng (en) 趙成侯 - Ying Zhong 嬴種 (374 à 350 av. J.-C.)
23. Marquis Su (en) 趙肅侯 - Ying Yu 嬴語 (349 à 326 av. J.-C.)
24. Roi Wuling 趙武靈王 - Ying Yong 嬴雍 (325 à 299 av. J.-C.)
25. Roi Huiwen 趙惠文王 - Ying He 嬴何 (298 à 266 av. J.-C.)
26. Roi Xiaocheng 趙孝成王 - Ying Dan 嬴丹 (266 à 245 av. J.-C.)
27. Roi Daoxiang 趙悼襄王 - Ying Yan 嬴偃 (245 à 236 av. J.-C.)
28. Roi Youmiu 趙幽繆王- Ying Qian 嬴遷 (236 à 228 av. J.-C.), dernier Roi de Zhao
29. Ying Jia (en), Roi de Dai 代王(嬴)嘉 (228 à 222 av. J.-C.)